# 圓墩村

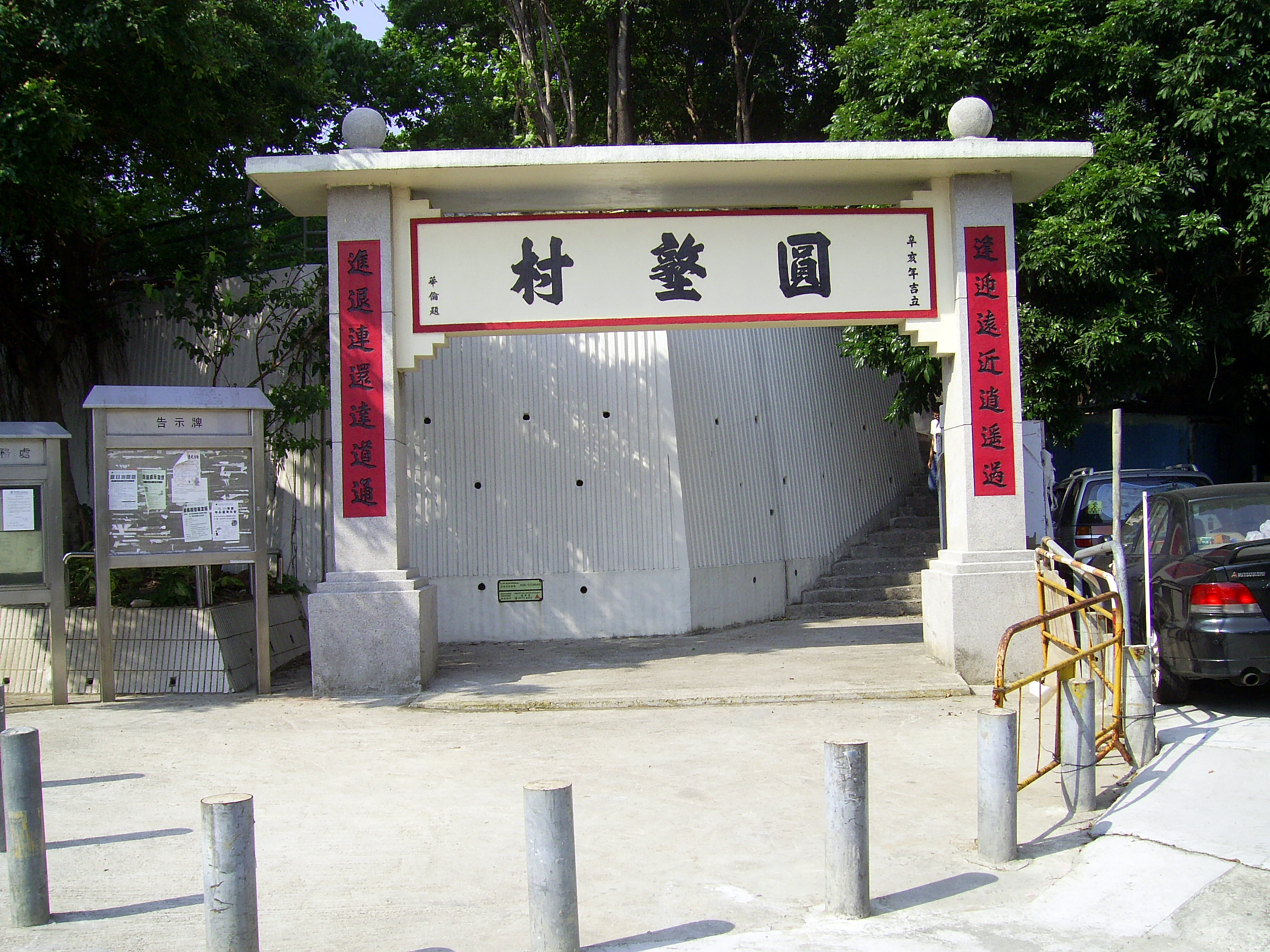
圓墩村牌坊

圓墩村，是香港一條鄉村，位於新界荃灣區青龍頭，為荃灣鄉事委員會屬下一客家村落，祖籍為嘉應州五華（舊稱長樂）；舊村位於荃灣青山公路青龍頭高達海拔230米的山上，現為民安隊圓墩訓練營，而一排古老圓墩村古屋則被保留，全村村民於1970年代搬到現時山下青山公路龍如路旁的位置，村口有牌坊，對聯：「逢迎遠近逍遙過，進退連還達道通」，全部14個字部首皆為辵部。

## 居住名人
- 曾偉明：香港男演員、歌手，出生於馬來西亞，在新界荃灣區青龍頭長大。

## 外部連結
维基共享资源上的相關多媒體資源：圓墩村